# Volta a Suïssa 2024
La Volta a Suïssa de 2024 fou la 87a edició de la Volta a Suïssa que tingué lloc entre el 9 i el 16 de juny de 2024, a Suïssa. El recorregut, de 948,7 quilòmetres, es dividí en 8 etapes. Fou el 24è esdeveniment de l'UCI World Tour 2024.
El vencedor final fou el britànic Adam Yates (UAE Team Emirates), qui s'imposà al seu company d'equip João Almeida i al danès Mattias Skjelmose (Lidl-Trek), segon i tercer respectivament. Yates també s'emportà la classificació de punts i de la muntanya, mentre que Skjelmose guanyà la dels joves. L'UAE Team Emirates vencé en la classificació per equips.

## Equips
Un total de 23 equips participaren a la prova: 18 foren UCI WorldTeams, 4 UCI ProTeams i també hi participà l'equip nacional de Suïssa.
| WorldTeams (18)- Alpecin-Deceuninck - Arkéa-B&B Hotels - Astana Qazaqstan Team - Bahrain Victorious - Bora-Hansgrohe - Cofidis - Decathlon-AG2R La Mondiale - EF Education-EasyPost - Groupama-FDJ - Ineos Grenadiers - Intermarché-Wanty - Lidl-Trek - Movistar Team - Soudal Quick-Step - Team dsm-firmenich PostNL - Team Jayco AlUla - Team Visma \| Lease a Bike - UAE Team Emirates ProTeams (5)- Israel-Premier Tech - Lotto Dstny - Q36.5 Pro Cycling Team - Tudor Pro Cycling Team - Corratec-Vini Fantini Equip nacional- Suïssa |
| |

## Llista d'etapes
| Etapa    | Data       | Ciutats d'etapa                       | type                      | Distància (km) | Desnivell (m) | Vencedor de l'etapa | Líder de la general |
| -------- | ---------- | ------------------------------------- | ------------------------- | -------------- | ------------- | ------------------- | ------------------- |
| 1a etapa | 9 de juny  | Vaduz – Vaduz                         | contrarellotge individual | 4,8            | 25 m          | Yves Lampaert       | Yves Lampaert       |
| 2a etapa | 10 de juny | Vaduz – Regensdorf                    | etapa accidentada         | 177,3          | 2.411 m       | Bryan Coquard       | Yves Lampaert       |
| 3a etapa | 11 de juny | Steinmaur – Rüschlikon                | etapa plana               | 161,7          | 1.974 m       | Thibau Nys          | Alberto Bettiol     |
| 4a etapa | 12 de juny | Rüschlikon – Pas del Sant Gotard      | etapa de muntanya         | 171            | 3.551 m       | Torstein Træen      | Adam Yates          |
| 5a etapa | 13 de juny | Ambrì – Carì                          | etapa de muntanya         | 148,6          | 3.206 m       | Adam Yates          | Adam Yates          |
| 6a etapa | 14 de juny | Ulrichen – Blatten                    | etapa de muntanya         | 42,5           | 848 m         | João Almeida        | Adam Yates          |
| 7a etapa | 15 de juny | Villars-sur-Ollon – Villars-sur-Ollon | etapa de muntanya         | 118,2          | 3.021 m       | Adam Yates          | Adam Yates          |
| 8a etapa | 16 de juny | Villars-sur-Ollon – Villars-sur-Ollon | cronoescalada             | 15,7           | 865 m         | João Almeida        | Adam Yates          |

## Etapes

### Etapa 1
9 de juny de 2024 – Vaduz ( Liechtenstein) fins a Vaduz, 4,8 km. (CRI)
| Pos. | Corredor                   | Equip                 | Temps  |
| ---- | -------------------------- | --------------------- | ------ |
| 1    | Yves Lampaert (BEL)        | Soudal Quick-Step     | 5' 05" |
| 2    | Stefan Bissegger (SUI)     | EF Education-EasyPost | + 3"   |
| 3    | Ethan Hayter (GBR)         | Ineos Grenadiers      | + 4"   |
| 4    | João Almeida (POR)         | UAE Team Emirates     | + 7    |
| 5    | Finn Fisher-Black (NZL)    | UAE Team Emirates     | + 7    |
| 6    | Samuel Watson (GBR)        | Groupama-FDJ          | + 9"   |
| 7    | Alberto Bettiol (ITA)      | EF Education-EasyPost | + 9"   |
| 8    | Stefan Küng (SUI)          | Groupama-FDJ          | + 11"  |
| 9    | Mauro Schmid (SUI)         | Team Jayco AlUla      | + 11"  |
| 10   | Søren Kragh Andersen (DEN) | Alpecin-Deceuninck    | + 11"  |

| Pos. | Corredor                   | Equip                 | Temps  |
| ---- | -------------------------- | --------------------- | ------ |
| 1    | Yves Lampaert (BEL)        | Soudal Quick-Step     | 5' 05" |
| 2    | Stefan Bissegger (SUI)     | EF Education-EasyPost | + 3"   |
| 3    | Ethan Hayter (GBR)         | Ineos Grenadiers      | + 4"   |
| 4    | João Almeida (POR)         | UAE Team Emirates     | + 7    |
| 5    | Finn Fisher-Black (NZL)    | UAE Team Emirates     | + 7    |
| 6    | Samuel Watson (GBR)        | Groupama-FDJ          | + 9"   |
| 7    | Alberto Bettiol (ITA)      | EF Education-EasyPost | + 9"   |
| 8    | Stefan Küng (SUI)          | Groupama-FDJ          | + 11"  |
| 9    | Mauro Schmid (SUI)         | Team Jayco AlUla      | + 11"  |
| 10   | Søren Kragh Andersen (DEN) | Alpecin-Deceuninck    | + 11"  |

### Etapa 2
10 de juny de 2024 – Vaduz ( Liechtenstein) fins a Regensdorf, 176,9 km.
| Pos. | Corredor                   | Equip               | Temps      |
| ---- | -------------------------- | ------------------- | ---------- |
| 1    | Bryan Coquard (FRA)        | Cofidis             | 4h 06' 39" |
| 2    | Michael Matthews (AUS)     | Team Jayco AlUla    | + 0"       |
| 3    | Aranud De Lie (BEL)        | Lotto Dstny         | + 0"       |
| 4    | Brandon Smith Rivera (COL) | Ineos Grenadiers    | + 0"       |
| 5    | Rui Oliveira (POR)         | UAE Team Emirates   | + 0"       |
| 6    | Axel Laurance (FRA)        | Alpecin-Deceuninck  | + 0"       |
| 7    | Thomas Pidcock (GBR)       | Ineos Grenadiers    | + 0"       |
| 8    | Roger Adrià (SPA)          | Bora-Hansgrohe      | + 0"       |
| 9    | Francesco Busatto (ITA)    | Intermarché-Wanty   | + 0"       |
| 10   | Stephen Williams (GBR)     | Israel-Premier Tech | + 0"       |

| Pos. | Corredor                   | Equip                 | Temps  |
| ---- | -------------------------- | --------------------- | ------ |
| 1    | Yves Lampaert (BEL)        | Soudal Quick-Step     | 5' 05" |
| 2    | Ethan Hayter (GBR)         | Ineos Grenadiers      | + 4"   |
| 3    | João Almeida (POR)         | UAE Team Emirates     | + 7"   |
| 4    | Finn Fisher-Black (NZL)    | UAE Team Emirates     | + 7"   |
| 5    | Michael Matthews (AUS)     | Team Jayco AlUla      | + 7"   |
| 6    | Samuel Watson (GBR)        | Groupama-FDJ          | + 9"   |
| 7    | Alberto Bettiol (ITA)      | EF Education-EasyPost | + 9"   |
| 8    | Stefan Küng (SUI)          | Groupama-FDJ          | + 11"  |
| 9    | Mauro Schmid (SUI)         | Team Jayco AlUla      | + 11"  |
| 10   | Søren Kragh Andersen (DEN) | Alpecin-Deceuninck    | + 11"  |

### Etapa 3
11 de juny de 2024 – Steinmaur fins a Rüschlikon, 161,7 km.
| Pos. | Corredor                | Equip                      | Temps      |
| ---- | ----------------------- | -------------------------- | ---------- |
| 1    | Thibau Nys (BEL)        | Lidl-Trek                  | 3h 27' 31" |
| 2    | Stephen Williams (GBR)  | Israel-Premier Tech        | + 0"       |
| 3    | Alberto Bettiol (ITA)   | EF Education-EasyPost      | + 0"       |
| 4    | Roger Adrià (SPA)       | Bora-Hansgrohe             | + 0"       |
| 5    | Paul Lapiera (FRA)      | Decathlon-AG2R La Mondiale | + 0"       |
| 6    | Wilco Kelderman (NED)   | Team Visma-Lease a Bike    | + 0"       |
| 7    | Adam Yates (GBR)        | UAE Team Emirates          | + 0"       |
| 8    | Mattias Skjelmose (DEN) | Lidl-Trek                  | + 3"       |
| 9    | Ben Tulett (GBR)        | Team Visma-Lease a Bike    | + 3"       |
| 10   | Richard Carapaz (ECU)   | EF Education-EasyPost      | + 3"       |

| Pos. | Corredor                | Equip                   | Temps      |
| ---- | ----------------------- | ----------------------- | ---------- |
| 1    | Alberto Bettiol (ITA)   | EF Education-EasyPost   | 7h 39' 20" |
| 2    | Ethan Hayter (GBR)      | Ineos Grenadiers        | + 6"       |
| 3    | Wilco Kelderman (NED)   | Team Visma-Lease a Bike | + 6"       |
| 4    | Stephen Williams (GBR)  | Israel-Premier Tech     | + 6"       |
| 5    | João Almeida (POR)      | UAE Team Emirates       | + 9"       |
| 6    | Finn Fisher-Black (NZL) | UAE Team Emirates       | + 9"       |
| 7    | Mattias Skjelmose (DEN) | Lidl-Trek               | + 9"       |
| 8    | Adam Yates (GBR)        | UAE Team Emirates       | + 10"      |
| 9    | Jan Christen (SUI)      | UAE Team Emirates       | + 11"      |
| 10   | Roger Adrià (SPA)       | Bora-Hansgrohe          | + 13"      |

### Etapa 4
12 de juny de 2024 – Rüschlikon fins al Pas del Sant Gotard, 170,9 km.
| Pos. | Corredor                 | Equip                      | Temps      |
| ---- | ------------------------ | -------------------------- | ---------- |
| 1    | Torstein Træen (NOR)     | Bahrain Victorious         | 4h 10' 21" |
| 2    | Adam Yates (GBR)         | UAE Team Emirates          | + 23"      |
| 3    | Mattias Skjelmose (DEN)  | Lidl-Trek                  | + 48"      |
| 4    | João Almeida (POR)       | UAE Team Emirates          | + 48"      |
| 5    | Egan Bernal (COL)        | Ineos Grenadiers           | + 1' 00"   |
| 6    | Oscar Onley (GBR)        | Team DSM-Firmenich PostNL  | + 1' 27"   |
| 7    | Enric Mas (SPA)          | Movistar Team              | + 1' 27"   |
| 8    | Felix Gall (AUT)         | Decathlon-AG2R La Mondiale | + 1' 27"   |
| 9    | Cian Uijtdebroeks (BEL)  | Team Visma-Lease a Bike    | + 1' 27"   |
| 10   | Matthew Riccitello (USA) | Israel-Premier Tech        | + 1' 27"   |

| Pos. | Corredor                 | Equip                      | Temps       |
| ---- | ------------------------ | -------------------------- | ----------- |
| 1    | Adam Yates (GBR)         | UAE Team Emirates          | 11h 50' 08" |
| 2    | João Almeida (POR)       | UAE Team Emirates          | + 26"       |
| 3    | Mattias Skjelmose (DEN)  | Lidl-Trek                  | + 26"       |
| 4    | Egan Bernal (COL)        | Ineos Grenadiers           | + 49"       |
| 5    | Wilco Kelderman (NED)    | Team Visma-Lease a Bike    | + 1' 15"    |
| 6    | Oscar Onley (GBR)        | Team DSM-Firmenich PostNL  | + 1' 17"    |
| 7    | Enric Mas (SPA)          | Movistar Team              | + 1' 17"    |
| 8    | Cian Uijtdebroeks (BEL)  | Team Visma-Lease a Bike    | + 1' 21"    |
| 9    | Matthew Riccitello (USA) | Israel-Premier Tech        | + 1' 25"    |
| 10   | Felix Gall (AUT)         | Decathlon-AG2R La Mondiale | + 1' 42"    |

### Etapa 5
13 de juny de 2024 – Ambrì fins a Carì, 148,6 km.
| Pos. | Corredor                 | Equip                      | Temps      |
| ---- | ------------------------ | -------------------------- | ---------- |
| 1    | Adam Yates (GBR)         | UAE Team Emirates          | 3h 54' 37" |
| 2    | João Almeida (POR)       | UAE Team Emirates          | + 5"       |
| 3    | Egan Bernal (COL)        | Ineos Grenadiers           | + 16"      |
| 4    | Matthew Riccitello (USA) | Israel-Premier Tech        | + 18"      |
| 5    | Enric Mas (SPA)          | Movistar Team              | + 22"      |
| 6    | Oscar Onley (GBR)        | Team DSM-Firmenich PostNL  | + 54"      |
| 7    | Thomas Pidcock (GBR)     | Ineos Grenadiers           | + 54"      |
| 8    | Sergio Higuita (COL)     | Bora-Hansgrohe             | + 1' 03"   |
| 9    | Felix Gall (AUT)         | Decathlon-AG2R La Mondiale | + 1' 13"   |
| 10   | Cian Uijtdebroeks (BEL)  | Team Visma-Lease a Bike    | + 1' 20"   |

| Pos. | Corredor                 | Equip                     | Temps       |
| ---- | ------------------------ | ------------------------- | ----------- |
| 1    | Adam Yates (GBR)         | UAE Team Emirates         | 15h 44' 35" |
| 2    | João Almeida (POR)       | UAE Team Emirates         | + 35"       |
| 3    | Egan Bernal (COL)        | Ineos Grenadiers          | + 1' 11"    |
| 4    | Enric Mas (SPA)          | Movistar Team             | + 1' 49"    |
| 5    | Matthew Riccitello (USA) | Israel-Premier Tech       | + 1' 53"    |
| 6    | Mattias Skjelmose (DEN)  | Lidl-Trek                 | + 2' 17"    |
| 7    | Oscar Onley (GBR)        | Team DSM-Firmenich PostNL | + 2' 21"    |
| 8    | Thomas Pidcock (GBR)     | Ineos Grenadiers          | + 2' 46"    |
| 9    | Cian Uijtdebroeks (BEL)  | Team Visma-Lease a Bike   | + 2' 51"    |
| 10   | Sergio Higuita (COL)     | Bora-Hansgrohe            | + 3' 01"    |

### Etapa 6
14 de juny de 2024 – Locarno Ulrichen fins a Blatten, 151,4km.
Abans de l'inici de la Volta, la organització informà que la sisena etapa, que havia de ser l'etapa reina, s'escurçaria fins als 42,5 km., a diferència dels 151,4 km. originals, a causa de les males condicions meteorològiques.
| Pos. | Corredor                 | Equip                      | Temps   |
| ---- | ------------------------ | -------------------------- | ------- |
| 1    | João Almeida (POR)       | UAE Team Emirates          | 55' 13" |
| 2    | Adam Yates (GBR)         | UAE Team Emirates          | + 4"    |
| 3    | Mattias Skjelmose (DEN)  | Lidl-Trek                  | + 9"    |
| 4    | Egan Bernal (COL)        | Ineos Grenadiers           | + 15"   |
| 5    | Lenny Martinez (FRA)     | Groupama-FDJ               | + 35"   |
| 6    | Thomas Pidcock (GBR)     | Ineos Grenadiers           | + 40"   |
| 7    | Enric Mas (SPA)          | Movistar Team              | + 47"   |
| 8    | Matthew Riccitello (USA) | Israel-Premier Tech        | + 47"   |
| 9    | Pelayo Sánchez (SPA)     | Movistar Team              | + 54"   |
| 10   | Felix Gall (AUT)         | Decathlon-AG2R La Mondiale | + 54"   |

| Pos. | Corredor                 | Equip                      | Temps       |
| ---- | ------------------------ | -------------------------- | ----------- |
| 1    | Adam Yates (GBR)         | UAE Team Emirates          | 16j 39' 46" |
| 2    | João Almeida (POR)       | UAE Team Emirates          | + 27"       |
| 3    | Egan Bernal (COL)        | Ineos Grenadiers           | + 1' 18"    |
| 4    | Mattias Skjelmose (DEN)  | Lidl-Trek                  | + 2' 24"    |
| 5    | Enric Mas (SPA)          | Movistar Team              | + 2' 38"    |
| 6    | Matthew Riccitello (USA) | Israel-Premier Tech        | + 2' 42"    |
| 7    | Thomas Pidcock (GBR)     | Ineos Grenadiers           | + 3' 28"    |
| 8    | Oscar Onley (GBR)        | Team DSM-Firmenich PostNL  | + 3' 37"    |
| 9    | Felix Gall (AUT)         | Decathlon-AG2R La Mondiale | + 4' 01"    |
| 10   | Pelayo Sánchez (SPA)     | Movistar Team              | + 4' 28"    |

### Etapa 7
15 de juny de 2024 – Villars-sur-Ollon fins a Villars-sur-Ollon, 118,1 km.
| Pos. | Corredor                 | Equip                      | Temps      |
| ---- | ------------------------ | -------------------------- | ---------- |
| 1    | Adam Yates (GBR)         | UAE Team Emirates          | 3h 05' 41" |
| 2    | João Almeida (POR)       | UAE Team Emirates          | + 0"       |
| 3    | Matthew Riccitello (USA) | Israel-Premier Tech        | + 14"      |
| 4    | Wilco Kelderman (NED)    | Team Visma-Lease a Bike    | + 16"      |
| 5    | Mattias Skjelmose (DEN)  | Lidl-Trek                  | + 16"      |
| 6    | Egan Bernal (COL)        | Ineos Grenadiers           | + 16"      |
| 7    | Oscar Onley (GBR)        | Team DSM-Firmenich PostNL  | + 16"      |
| 8    | Thomas Pidcock (GBR)     | Ineos Grenadiers           | + 16"      |
| 9    | Felix Gall (AUT)         | Decathlon-AG2R La Mondiale | + 32"      |
| 10   | Enric Mas (SPA)          | Movistar Team              | + 35"      |

| Pos. | Corredor                 | Equip                      | Temps       |
| ---- | ------------------------ | -------------------------- | ----------- |
| 1    | Adam Yates (GBR)         | UAE Team Emirates          | 19h 45' 17" |
| 2    | João Almeida (POR)       | UAE Team Emirates          | + 31"       |
| 3    | Egan Bernal (COL)        | Ineos Grenadiers           | + 1' 51"    |
| 4    | Mattias Skjelmose (DEN)  | Lidl-Trek                  | + 2' 50"    |
| 5    | Matthew Riccitello (USA) | Israel-Premier Tech        | + 3' 02"    |
| 6    | Enric Mas (SPA)          | Movistar Team              | + 3' 23"    |
| 7    | Thomas Pidcock (GBR)     | Ineos Grenadiers           | + 3' 54"    |
| 8    | Oscar Onley (GBR)        | Team DSM-Firmenich PostNL  | + 4' 03"    |
| 9    | Felix Gall (AUT)         | Decathlon-AG2R La Mondiale | + 4' 41"    |
| 10   | Wilco Kelderman (NED)    | Team Visma-Lease a Bike    | + 4' 59"    |

### Etapa 8
16 de juny de 2024 – Aigle (Centre mundial del ciclisme) fins a Villars-sur-Ollon, 15,7 km. (CRI)
| Pos. | Corredor                 | Equip                   | Temps    |
| ---- | ------------------------ | ----------------------- | -------- |
| 1    | João Almeida (POR)       | UAE Team Emirates       | 33' 23"  |
| 2    | Adam Yates (GBR)         | UAE Team Emirates       | + 9"     |
| 3    | Mattias Skjelmose (DEN)  | Lidl-Trek               | + 20"    |
| 4    | Matthew Riccitello (USA) | Israel-Premier Tech     | + 38"    |
| 5    | Thomas Pidcock (GBR)     | Ineos Grenadiers        | + 51"    |
| 6    | Lenny Martinez (FRA)     | Groupama-FDJ            | + 55"    |
| 7    | Pelayo Sánchez (SPA)     | Movistar Team           | + 1' 22" |
| 8    | David de la Cruz (SPA)   | Q36.5 Pro Cycling Team  | + 1' 26" |
| 9    | Egan Bernal (COL)        | Ineos Grenadiers        | + 1' 30" |
| 10   | Wilco Kelderman (NED)    | Team Visma-Lease a Bike | + 1' 41" |

| Pos. | Corredor                 | Equip                      | Temps       |
| ---- | ------------------------ | -------------------------- | ----------- |
| 1    | Adam Yates (GBR)         | UAE Team Emirates          | 20h 18' 49" |
| 2    | João Almeida (POR)       | UAE Team Emirates          | + 22"       |
| 3    | Mattias Skjelmose (DEN)  | Lidl-Trek                  | + 3' 02"    |
| 4    | Egan Bernal (COL)        | Ineos Grenadiers           | + 3' 12"    |
| 5    | Matthew Riccitello (USA) | Israel-Premier Tech        | + 3' 31"    |
| 6    | Thomas Pidcock (GBR)     | Ineos Grenadiers           | + 4' 36"    |
| 7    | Enric Mas (SPA)          | Movistar Team              | + 5' 01"    |
| 8    | Oscar Onley (GBR)        | Team DSM-Firmenich PostNL  | + 5' 40"    |
| 9    | Wilco Kelderman (NED)    | Team Visma-Lease a Bike    | + 6' 31"    |
| 10   | Felix Gall (AUT)         | Decathlon-AG2R La Mondiale | + 6' 31"    |

## Classificacions finals
| Llegenda | Llegenda                                 | Llegenda | Llegenda                             |
| -------- | ---------------------------------------- | -------- | ------------------------------------ |
|          | Líder de la classificació general        |          | Líder de la classificació per punts  |
|          | Líder de la classificació de la muntanya |          | Líder de la classificació dels joves |

### Classificació general
| Pos. | Corredor                 | Equip                      | Temps       |
| ---- | ------------------------ | -------------------------- | ----------- |
| 1    | Adam Yates (GBR)         | UAE Team Emirates          | 20h 18' 49" |
| 2    | João Almeida (POR)       | UAE Team Emirates          | + 22"       |
| 3    | Mattias Skjelmose (DEN)  | Lidl-Trek                  | + 3' 02"    |
| 4    | Egan Bernal (COL)        | Ineos Grenadiers           | + 3' 12"    |
| 5    | Matthew Riccitello (USA) | Israel-Premier Tech        | + 3' 31"    |
| 6    | Thomas Pidcock (GBR)     | Ineos Grenadiers           | + 4' 36"    |
| 7    | Enric Mas (SPA)          | Movistar Team              | + 5' 01"    |
| 8    | Oscar Onley (GBR)        | Team DSM-Firmenich PostNL  | + 5' 40"    |
| 9    | Wilco Kelderman (NED)    | Team Visma-Lease a Bike    | + 6' 31"    |
| 10   | Felix Gall (AUT)         | Decathlon-AG2R La Mondiale | + 6' 31"    |

| Pos. | Corredor                     | Equip                   | Punts |
| ---- | ---------------------------- | ----------------------- | ----- |
| 1    | Adam Yates (GBR)             | UAE Team Emirates       | 48    |
| 2    | João Almeida (POR)           | UAE Team Emirates       | 48    |
| 3    | Johannes Staune-Mittet (NOR) | Team Visma-Lease a Bike | 20    |
| 4    | Mattias Skjelmose (DEN)      | Lidl-Trek               | 20    |
| 5    | Michael Matthews (AUS)       | Team Jayco AlUla        | 18    |
| 6    | Stefan Bissegger (SUI)       | EF Education-EasyPost   | 18    |
| 7    | Matthew Riccitello (USA)     | Israel-Premier Tech     | 14    |
| 8    | Torstein Træen (NOR)         | Bahrain Victorious      | 12    |
| 9    | Thibau Nys (BEL)             | Lidl-Trek               | 12    |
| 10   | Yves Lampaert (BEL)          | Soudal Quick-Step       | 12    |

| Pos. | Corredor                    | Equip                     | Temps       |
| ---- | --------------------------- | ------------------------- | ----------- |
| 1    | Mattias Skjelmose (DEN)     | Lidl-Trek                 | 20h 21' 51" |
| 2    | Matthew Riccitello (USA)    | Israel-Premier Tech       | + 29"       |
| 3    | Thomas Pidcock (GBR)        | Ineos Grenadiers          | + 1' 34"    |
| 4    | Oscar Onley (GBR)           | Team DSM-Firmenich PostNL | + 2' 38"    |
| 5    | Pelayo Sánchez (SPA)        | Movistar Team             | + 3' 40"    |
| 6    | Isaac Del Toro (MEX)        | UAE Team Emirates         | + 6' 08"    |
| 7    | Harold Martín López (ECU)   | Astana Qazaqstan Team     | + 9' 08"    |
| 8    | Marco Brenner (GER)         | Tudor Pro Cycling Team    | + 9' 24"    |
| 9    | Finlay Pickering (GBR)      | Bahrain Victorious        | + 9' 29"    |
| 10   | William Junior Lecerf (BEL) | Soudal Quick-Step         | + 10' 26"   |

| Pos. | Corredor                     | Equip                   | Punts |
| ---- | ---------------------------- | ----------------------- | ----- |
| 1    | Adam Yates (GBR)             | UAE Team Emirates       | 47    |
| 2    | Egan Bernal (COL)            | Ineos Grenadiers        | 27    |
| 3    | João Almeida (POR)           | UAE Team Emirates       | 23    |
| 4    | Aleksei Lutsenko (KAZ)       | Astana Qazaqstan Team   | 19    |
| 5    | Torstein Træen (NOR)         | Bahrain Victorious      | 18    |
| 6    | Maxim Van Gils (BEL)         | Lotto Dstny             | 16    |
| 7    | Johannes Staune-Mittet (NOR) | Team Visma-Lease a Bike | 10    |
| 8    | Gerben Kuypers (BEL)         | Intermarché-Wanty       | 10    |
| 9    | Luca Jenni (SUI)             | Suïssa                  | 10    |
| 10   | Mattias Skjelmose (DEN)      | Lidl-Trek               | 10    |

| Pos. | Equip                      | Temps       |
| ---- | -------------------------- | ----------- |
| 1    | UAE Team Emirates          | 61h 06' 02" |
| 2    | Ineos Grenadiers           | + 10' 41"   |
| 3    | Movistar Team              | + 21' 28"   |
| 4    | Team Visma-Lease a Bike    | + 24' 50"   |
| 5    | Israel-Premier Tech        | + 37' 39"   |
| 6    | Lidl-Trek                  | + 43' 59"   |
| 7    | Decathlon-AG2R La Mondiale | + 45' 30"   |
| 8    | Q36.5 Pro Cycling Team     | + 46' 24"   |
| 9    | Bahrain Victorious         | + 48' 43"   |
| 10   | Team DSM-Firmenich PostNL  | + 52' 44"   |

## Evolució de les classificacions
| Etapa | Vencedor       | Classificació general | Classificació per punts | Classificació de la muntanya | Classificació dels joves | Classificació per equips | Premi de la combativitat |
| ----- | -------------- | --------------------- | ----------------------- | ---------------------------- | ------------------------ | ------------------------ | ------------------------ |
| 1     | Yves Lampaert  | Yves Lampaert         | Yves Lampaert           | no entregat                  | Finn Fisher-Black        | UAE Team Emirates        | no entregat              |
| 2     | Bryan Coquard  | Yves Lampaert         | Yves Lampaert           | Gerben Kuypers               | Finn Fisher-Black        | UAE Team Emirates        | Luca Jenni               |
| 3     | Thibau Nys     | Alberto Bettiol       | Yves Lampaert           | Luca Jenni                   | Finn Fisher-Black        | UAE Team Emirates        | Johan Jacobs             |
| 4     | Torstein Træen | Adam Yates            | Bryan Coquard           | Torstein Træen               | Mattias Skjelmose        | UAE Team Emirates        | Torstein Træen           |
| 5     | Adam Yates     | Adam Yates            | Adam Yates              | Adam Yates                   | Matthew Ritticello       | UAE Team Emirates        | Aleksei Lutsenko         |
| 6     | João Almeida   | Adam Yates            | Adam Yates              | Adam Yates                   | Mattias Skjelmose        | UAE Team Emirates        | Frank van den Broek      |
| 7     | Adam Yates     | Adam Yates            | Adam Yates              | Adam Yates                   | Mattias Skjelmose        | UAE Team Emirates        | Johannes Staune-Mittet   |
| 8     | João Almeida   | Adam Yates            | Adam Yates              | Adam Yates                   | Mattias Skjelmose        | UAE Team Emirates        | Adam Yates               |
| Final | Final          | Adam Yates            | Adam Yates              | Adam Yates                   | Mattias Skjelmose        | UAE Team Emirates        | no entregat              |

## Participants
| Lidl-Trek LTK | Lidl-Trek LTK                  | Lidl-Trek LTK |
| ------------- | ------------------------------ | ------------- |
| Núm           | Ciclista                       | Pos           |
| 1             | Mattias Skjelmose (DEN) (ruta) | 3r            |
| 2             | Julien Bernard (FRA)           | 52è           |
| 3             | Patrick Konrad (AUT)           | 33è           |
| 4             | Bauke Mollema (NED)            | DNF-4         |
| 5             | Jacopo Mosca (ITA)             | 114è          |
| 6             | Thibau Nys (BEL)               | 94è           |
| 7             | Sam Oomen (NED)                | 36è           |

| Alpecin-Deceuninck ADC | Alpecin-Deceuninck ADC     | Alpecin-Deceuninck ADC |
| ---------------------- | -------------------------- | ---------------------- |
| Núm                    | Ciclista                   | Pos                    |
| 11                     | Axel Laurance (FRA)        | 107è                   |
| 12                     | Nicola Conci (ITA)         | 55è                    |
| 13                     | Silvan Dillier (SUI)       | 53è                    |
| 14                     | Timo Kielich (BEL)         | NP-4                   |
| 15                     | Søren Kragh Andersen (DEN) | 86è                    |
| 16                     | Oscar Riesebeek (NED)      | 115è                   |
| 17                     | Stan Van Tricht (BEL)      | DNF-5                  |

| Arkéa-B&B Hotels ARK | Arkéa-B&B Hotels ARK     | Arkéa-B&B Hotels ARK |
| -------------------- | ------------------------ | -------------------- |
| Núm                  | Ciclista                 | Pos                  |
| 21                   | Arnaud Démare (FRA)      | 130è                 |
| 22                   | Vincenzo Albanese (ITA)  | 112è                 |
| 23                   | Anthony Delaplace (FRA)  | 87è                  |
| 24                   | Raúl García Pierna (ESP) | 45è                  |
| 25                   | Simon Guglielmi (FRA)    | 68è                  |
| 26                   | Daniel McLay (GBR)       | 140è                 |
| 27                   | Kévin Vauquelin (FRA)    | 42è                  |

| Astana Qazaqstan Team AST | Astana Qazaqstan Team AST             | Astana Qazaqstan Team AST |
| ------------------------- | ------------------------------------- | ------------------------- |
| Núm                       | Ciclista                              | Pos                       |
| 31                        | Mark Cavendish (GBR)                  | 137è                      |
| 32                        | Samuele Battistella (ITA)             | NP-7                      |
| 33                        | Cees Bol (NED)                        | 132è                      |
| 34                        | Harold Martín López (ECU)             | 18è                       |
| 35                        | Aleksei Lutsenko (KAZ) (ruta i crono) | 65è                       |
| 36                        | Michael Mørkøv (DEN)                  | 138è                      |
| 37                        | Simone Velasco (ITA) (ruta)           | 111è                      |

| Bora-Hansgrohe BOH | Bora-Hansgrohe BOH            | Bora-Hansgrohe BOH |
| ------------------ | ----------------------------- | ------------------ |
| Núm                | Ciclista                      | Pos                |
| 41                 | Emanuel Buchmann (GER) (ruta) | DNF-2              |
| 42                 | Roger Adrià Oliveras (ESP)    | 37è                |
| 43                 | Cesare Benedetti (POL)        | 122è               |
| 45                 | Sergio Higuita García (COL)   | 12è                |
| 46                 | Jordi Meeus (BEL)             | NP-8               |
| 47                 | Frederik Wandahl (DEN)        | 78è                |
| 48                 | Ben Zwiehoff (GER)            | 46è                |

| Bahrain Victorious TBV | Bahrain Victorious TBV      | Bahrain Victorious TBV |
| ---------------------- | --------------------------- | ---------------------- |
| Núm                    | Ciclista                    | Pos                    |
| 51                     | Damiano Caruso (ITA)        | 71è                    |
| 52                     | Fran Miholjević (CRO)       | DNF-5                  |
| 53                     | Andrea Pasqualon (ITA)      | 110è                   |
| 54                     | Finlay Pickering (GBR)      | 20è                    |
| 55                     | Wout Poels (NED)            | 16è                    |
| 56                     | Johan Price-Pejtersen (DEN) | 129è                   |
| 57                     | Torstein Træen (NOR)        | 93è                    |

| Cofidis COF | Cofidis COF                 | Cofidis COF |
| ----------- | --------------------------- | ----------- |
| Núm         | Ciclista                    | Pos         |
| 61          | Ion Izagirre Insausti (ESP) | DNF-7       |
| 62          | Bryan Coquard (FRA)         | NP-8        |
| 63          | Aimé De Gendt (BEL)         | 89è         |
| 64          | Jesús Herrada López (ESP)   | 31è         |
| 65          | Anthony Perez (FRA)         | 100è        |
| 66          | Alexis Renard (FRA)         | 134è        |
| 67          | Harrison Wood (GBR)         | 54è         |

| Decathlon-AG2R La Mondiale DAT | Decathlon-AG2R La Mondiale DAT | Decathlon-AG2R La Mondiale DAT |
| ------------------------------ | ------------------------------ | ------------------------------ |
| Núm                            | Ciclista                       | Pos                            |
| 71                             | Felix Gall (AUT)               | 10è                            |
| 72                             | Alex Baudin (FRA)              | 58è                            |
| 73                             | Stan Dewulf (BEL)              | 96è                            |
| 74                             | Paul Lapeira (FRA)             | 41è                            |
| 75                             | Valentin Paret-Peintre (FRA)   | 25è                            |
| 76                             | Nans Peters (FRA)              | 74è                            |
| 77                             | Lawrence Warbasse (USA)        | 59è                            |

| EF Education-EasyPost EFE | EF Education-EasyPost EFE                | EF Education-EasyPost EFE |
| ------------------------- | ---------------------------------------- | ------------------------- |
| Núm                       | Ciclista                                 | Pos                       |
| 81                        | Richard Carapaz Montenegro (ECU) (crono) | NP-5                      |
| 82                        | Alberto Bettiol (ITA)                    | NP-5                      |
| 83                        | Stefan Bissegger (SUI) (crono)           | 102è                      |
| 84                        | Rui Alberto Faria da Costa (POR)         | 38è                       |
| 85                        | James Shaw (GBR)                         | 39è                       |
| 86                        | Georg Steinhauser (GER)                  | NP-6                      |
| 87                        | Marijn van den Berg (NED)                | 88è                       |

| Groupama-FDJ GFC | Groupama-FDJ GFC        | Groupama-FDJ GFC |
| ---------------- | ----------------------- | ---------------- |
| Núm              | Ciclista                | Pos              |
| 91               | Lenny Martinez (FRA)    | 32è              |
| 92               | Sven Erik Bystrøm (NOR) | 97è              |
| 93               | Stefan Küng (SUI)       | 63è              |
| 94               | Fabian Lienhard (SUI)   | 131è             |
| 95               | Rudy Molard (FRA)       | 34è              |
| 96               | Reuben Thompson (NZL)   | 62è              |
| 97               | Samuel Watson (GBR)     | 120è             |

| Ineos Grenadiers IGD | Ineos Grenadiers IGD               | Ineos Grenadiers IGD |
| -------------------- | ---------------------------------- | -------------------- |
| Núm                  | Ciclista                           | Pos                  |
| 101                  | Egan Bernal Gómez (COL)            | 4t                   |
| 102                  | Ethan Hayter (GBR)                 | 50è                  |
| 103                  | Kim Heiduk (GER)                   | 101è                 |
| 104                  | Thomas Pidcock (GBR)               | 6è                   |
| 105                  | Salvatore Puccio (ITA)             | 116è                 |
| 106                  | Brandon Rivera (COL)               | 22è                  |
| 107                  | Óscar Rodríguez Garaicoechea (ESP) | 69è                  |

| Intermarché-Wanty IWA | Intermarché-Wanty IWA       | Intermarché-Wanty IWA |
| --------------------- | --------------------------- | --------------------- |
| Núm                   | Ciclista                    | Pos                   |
| 111                   | Lilian Calmejane (FRA)      | DNF-5                 |
| 112                   | Francesco Busatto (ITA)     | 79è                   |
| 113                   | Kevin Colleoni (ITA)        | NP-2                  |
| 114                   | Gerben Kuypers (BEL)        |                       |
| 115                   | Arne Marit (BEL)            | 133è                  |
| 116                   | Simone Petilli (ITA)        | 123è                  |
| 117                   | Rein Taaramäe (EST) (crono) | 43è                   |

| Movistar Team MOV | Movistar Team MOV          | Movistar Team MOV |
| ----------------- | -------------------------- | ----------------- |
| Núm               | Ciclista                   | Pos               |
| 121               | Enric Mas Nicolau (ESP)    | 7è                |
| 122               | Jorge Arcas (ESP)          | 70è               |
| 123               | Johan Jacobs (SUI)         | 104è              |
| 124               | Nélson Oliveira (POR)      | 51è               |
| 125               | Nairo Quintana Rojas (COL) | NP-3              |
| 126               | Einer Rubio (COL)          | 24è               |
| 127               | Pelayo Sánchez Mayo (ESP)  | 11è               |

| Soudal Quick-Step SOQ | Soudal Quick-Step SOQ | Soudal Quick-Step SOQ |
| --------------------- | --------------------- | --------------------- |
| Núm                   | Ciclista              | Pos                   |
| 131                   | Junior Lecerf (BEL)   | 21è                   |
| 132                   | Ayco Bastiaens (BEL)  | 124è                  |
| 133                   | Gil Gelders (BEL)     | 91è                   |
| 134                   | Yves Lampaert (BEL)   | 106è                  |
| 135                   | Fausto Masnada (ITA)  | NP-2                  |
| 136                   | Louis Vervaeke (BEL)  | 40è                   |
| 137                   | Jordi Warlop (BEL)    | DNF-5                 |

| Team dsm-firmenich PostNL DFP | Team dsm-firmenich PostNL DFP | Team dsm-firmenich PostNL DFP |
| ----------------------------- | ----------------------------- | ----------------------------- |
| Núm                           | Ciclista                      | Pos                           |
| 141                           | Oscar Onley (GBR)             | 8è                            |
| 142                           | Tobias Lund Andresen (DEN)    | 127è                          |
| 143                           | Pavel Bittner (CZE)           | 118è                          |
| 144                           | Sean Flynn (GBR)              | 119è                          |
| 145                           | Chris Hamilton (AUS)          | 61è                           |
| 146                           | Gijs Leemreize (NED)          | 44è                           |
| 147                           | Frank van den Broek (NED)     | 29è                           |

| Team Jayco AlUla JAY | Team Jayco AlUla JAY        | Team Jayco AlUla JAY |
| -------------------- | --------------------------- | -------------------- |
| Núm                  | Ciclista                    | Pos                  |
| 151                  | Mauro Schmid (SUI)          | 60è                  |
| 152                  | Welay Berehe (ETH)          | 80è                  |
| 153                  | Lawson Craddock (USA)       | DNF-5                |
| 154                  | Felix Engelhardt (GER)      | 95è                  |
| 155                  | Anders Foldager (DEN)       | 57è                  |
| 156                  | Amund Grøndahl Jansen (NOR) | 135è                 |
| 157                  | Michael Matthews (AUS)      | 72è                  |

| Team Visma \| Lease a Bike TVL | Team Visma \| Lease a Bike TVL     | Team Visma \| Lease a Bike TVL |
| ------------------------------ | ---------------------------------- | ------------------------------ |
| Núm                            | Ciclista                           | Pos                            |
| 161                            | Ben Tulett (GBR)                   | 23è                            |
| 162                            | Robert Gesink (NED)                | 67è                            |
| 163                            | Wilco Kelderman (NED)              | 9è                             |
| 164                            | Johannes Staune-Mittet (NOR)       | 26è                            |
| 165                            | Cian Uijtdebroeks (BEL)            | 35è                            |
| 166                            | Milan Vader (NED)                  | 47è                            |
| 167                            | Attila Valter (HUN) (ruta i crono) | 27è                            |

| UAE Team Emirates UAD | UAE Team Emirates UAD      | UAE Team Emirates UAD |
| --------------------- | -------------------------- | --------------------- |
| Núm                   | Ciclista                   | Pos                   |
| 171                   | Adam Yates (GBR)           | 1r                    |
| 172                   | Filippo Baroncini (ITA)    | 85è                   |
| 173                   | Jan Christen (SUI)         | 30è                   |
| 174                   | Isaac del Toro (MEX)       | 13è                   |
| 175                   | Finn Fisher-Black (NZL)    | 73è                   |
| 176                   | João Almeida (POR) (crono) | 2n                    |
| 177                   | Marc Hirschi (SUI) (ruta)  | 90è                   |

| Israel-Premier Tech IPT | Israel-Premier Tech IPT   | Israel-Premier Tech IPT |
| ----------------------- | ------------------------- | ----------------------- |
| Núm                     | Ciclista                  | Pos                     |
| 181                     | Pascal Ackermann (GER)    | 121è                    |
| 182                     | George Bennett (NZL)      | 17è                     |
| 183                     | Marco Frigo (ITA)         | 66è                     |
| 184                     | Matthew Riccitello (USA)  | 5è                      |
| 185                     | Michael Schwarzmann (GER) | 136è                    |
| 186                     | Jake Stewart (GBR)        | DNF-7                   |
| 187                     | Stephen Williams (GBR)    | 81è                     |

| Lotto Dstny LTD | Lotto Dstny LTD        | Lotto Dstny LTD |
| --------------- | ---------------------- | --------------- |
| Núm             | Ciclista               | Pos             |
| 191             | Arnaud De Lie (BEL)    | 109è            |
| 192             | Cedric Beullens (BEL)  | 98è             |
| 193             | Jarrad Drizners (AUS)  | 113è            |
| 194             | Pascal Eenkhoorn (NED) | NP-6            |
| 195             | Jacopo Guarnieri (ITA) | NP-5            |
| 196             | Sylvain Moniquet (BEL) | 48è             |
| 197             | Maxim Van Gils (BEL)   | 28è             |

| Q36.5 Pro Cycling Team Q36 | Q36.5 Pro Cycling Team Q36       | Q36.5 Pro Cycling Team Q36 |
| -------------------------- | -------------------------------- | -------------------------- |
| Núm                        | Ciclista                         | Pos                        |
| 201                        | Matteo Badilatti (SUI)           | 15è                        |
| 202                        | Xabier Mikel Azparren (ESP)      | 105è                       |
| 203                        | Gianluca Brambilla (ITA)         | 64è                        |
| 204                        | Walter Calzoni (ITA)             | 82è                        |
| 205                        | David de la Cruz Melgarejo (ESP) | 14è                        |
| 206                        | Damien Howson (AUS)              | 49è                        |
| 207                        | Kamil Małecki (POL)              | 92è                        |

| Team Corratec-Vini Fantini COR | Team Corratec-Vini Fantini COR | Team Corratec-Vini Fantini COR |
| ------------------------------ | ------------------------------ | ------------------------------ |
| Núm                            | Ciclista                       | Pos                            |
| 211                            | Alexandre Balmer (SUI)         | 75è                            |
| 212                            | Matteo Amella (ITA)            | 142è                           |
| 213                            | Valentin Darbellay (SUI)       | 103è                           |
| 214                            | Antoine Debons (SUI)           | 117è                           |
| 215                            | Roberto González (PAN)         | 108è                           |
| 216                            | Marco Murgano (ITA)            | 141è                           |
| 217                            | Jan Stöckli (SUI)              | 128è                           |

| Tudor Pro Cycling Team TUD | Tudor Pro Cycling Team TUD  | Tudor Pro Cycling Team TUD |
| -------------------------- | --------------------------- | -------------------------- |
| Núm                        | Ciclista                    | Pos                        |
| 221                        | Yannis Voisard (SUI)        | NP-7                       |
| 222                        | Marco Brenner (GER)         | 19è                        |
| 223                        | Marius Mayrhofer (GER)      | 76è                        |
| 224                        | Sébastien Reichenbach (SUI) | NP-6                       |
| 225                        | Roland Thalmann (SUI)       | 56è                        |
| 226                        | Hannes Wilksch (GER)        | 77è                        |
| 227                        | Luc Wirtgen (LUX)           | 99è                        |

| Suïssa SUI | Suïssa SUI        | Suïssa SUI |
| ---------- | ----------------- | ---------- |
| Núm        | Ciclista          | Pos        |
| 231        | Antoine Aebi      | DNF-4      |
| 232        | Elia Blum         | 144è       |
| 233        | Christoph Janssen | 143è       |
| 234        | Luca Jenni        | 125è       |
| 235        | Fabio Püntener    | 83è        |
| 236        | Jan Sommer        | 126è       |
| 237        | Félix Stehli      | 139è       |

| Lidl-Trek LTK | Lidl-Trek LTK                  | Lidl-Trek LTK |
| ------------- | ------------------------------ | ------------- |
| Núm           | Ciclista                       | Pos           |
| 1             | Mattias Skjelmose (DEN) (ruta) | 3r            |
| 2             | Julien Bernard (FRA)           | 52è           |
| 3             | Patrick Konrad (AUT)           | 33è           |
| 4             | Bauke Mollema (NED)            | DNF-4         |
| 5             | Jacopo Mosca (ITA)             | 114è          |
| 6             | Thibau Nys (BEL)               | 94è           |
| 7             | Sam Oomen (NED)                | 36è           |

| Alpecin-Deceuninck ADC | Alpecin-Deceuninck ADC     | Alpecin-Deceuninck ADC |
| ---------------------- | -------------------------- | ---------------------- |
| Núm                    | Ciclista                   | Pos                    |
| 11                     | Axel Laurance (FRA)        | 107è                   |
| 12                     | Nicola Conci (ITA)         | 55è                    |
| 13                     | Silvan Dillier (SUI)       | 53è                    |
| 14                     | Timo Kielich (BEL)         | NP-4                   |
| 15                     | Søren Kragh Andersen (DEN) | 86è                    |
| 16                     | Oscar Riesebeek (NED)      | 115è                   |
| 17                     | Stan Van Tricht (BEL)      | DNF-5                  |

| Arkéa-B&B Hotels ARK | Arkéa-B&B Hotels ARK     | Arkéa-B&B Hotels ARK |
| -------------------- | ------------------------ | -------------------- |
| Núm                  | Ciclista                 | Pos                  |
| 21                   | Arnaud Démare (FRA)      | 130è                 |
| 22                   | Vincenzo Albanese (ITA)  | 112è                 |
| 23                   | Anthony Delaplace (FRA)  | 87è                  |
| 24                   | Raúl García Pierna (ESP) | 45è                  |
| 25                   | Simon Guglielmi (FRA)    | 68è                  |
| 26                   | Daniel McLay (GBR)       | 140è                 |
| 27                   | Kévin Vauquelin (FRA)    | 42è                  |

| Astana Qazaqstan Team AST | Astana Qazaqstan Team AST             | Astana Qazaqstan Team AST |
| ------------------------- | ------------------------------------- | ------------------------- |
| Núm                       | Ciclista                              | Pos                       |
| 31                        | Mark Cavendish (GBR)                  | 137è                      |
| 32                        | Samuele Battistella (ITA)             | NP-7                      |
| 33                        | Cees Bol (NED)                        | 132è                      |
| 34                        | Harold Martín López (ECU)             | 18è                       |
| 35                        | Aleksei Lutsenko (KAZ) (ruta i crono) | 65è                       |
| 36                        | Michael Mørkøv (DEN)                  | 138è                      |
| 37                        | Simone Velasco (ITA) (ruta)           | 111è                      |

| Bora-Hansgrohe BOH | Bora-Hansgrohe BOH            | Bora-Hansgrohe BOH |
| ------------------ | ----------------------------- | ------------------ |
| Núm                | Ciclista                      | Pos                |
| 41                 | Emanuel Buchmann (GER) (ruta) | DNF-2              |
| 42                 | Roger Adrià Oliveras (ESP)    | 37è                |
| 43                 | Cesare Benedetti (POL)        | 122è               |
| 45                 | Sergio Higuita García (COL)   | 12è                |
| 46                 | Jordi Meeus (BEL)             | NP-8               |
| 47                 | Frederik Wandahl (DEN)        | 78è                |
| 48                 | Ben Zwiehoff (GER)            | 46è                |

| Bahrain Victorious TBV | Bahrain Victorious TBV      | Bahrain Victorious TBV |
| ---------------------- | --------------------------- | ---------------------- |
| Núm                    | Ciclista                    | Pos                    |
| 51                     | Damiano Caruso (ITA)        | 71è                    |
| 52                     | Fran Miholjević (CRO)       | DNF-5                  |
| 53                     | Andrea Pasqualon (ITA)      | 110è                   |
| 54                     | Finlay Pickering (GBR)      | 20è                    |
| 55                     | Wout Poels (NED)            | 16è                    |
| 56                     | Johan Price-Pejtersen (DEN) | 129è                   |
| 57                     | Torstein Træen (NOR)        | 93è                    |

| Cofidis COF | Cofidis COF                 | Cofidis COF |
| ----------- | --------------------------- | ----------- |
| Núm         | Ciclista                    | Pos         |
| 61          | Ion Izagirre Insausti (ESP) | DNF-7       |
| 62          | Bryan Coquard (FRA)         | NP-8        |
| 63          | Aimé De Gendt (BEL)         | 89è         |
| 64          | Jesús Herrada López (ESP)   | 31è         |
| 65          | Anthony Perez (FRA)         | 100è        |
| 66          | Alexis Renard (FRA)         | 134è        |
| 67          | Harrison Wood (GBR)         | 54è         |

| Decathlon-AG2R La Mondiale DAT | Decathlon-AG2R La Mondiale DAT | Decathlon-AG2R La Mondiale DAT |
| ------------------------------ | ------------------------------ | ------------------------------ |
| Núm                            | Ciclista                       | Pos                            |
| 71                             | Felix Gall (AUT)               | 10è                            |
| 72                             | Alex Baudin (FRA)              | 58è                            |
| 73                             | Stan Dewulf (BEL)              | 96è                            |
| 74                             | Paul Lapeira (FRA)             | 41è                            |
| 75                             | Valentin Paret-Peintre (FRA)   | 25è                            |
| 76                             | Nans Peters (FRA)              | 74è                            |
| 77                             | Lawrence Warbasse (USA)        | 59è                            |

| EF Education-EasyPost EFE | EF Education-EasyPost EFE                | EF Education-EasyPost EFE |
| ------------------------- | ---------------------------------------- | ------------------------- |
| Núm                       | Ciclista                                 | Pos                       |
| 81                        | Richard Carapaz Montenegro (ECU) (crono) | NP-5                      |
| 82                        | Alberto Bettiol (ITA)                    | NP-5                      |
| 83                        | Stefan Bissegger (SUI) (crono)           | 102è                      |
| 84                        | Rui Alberto Faria da Costa (POR)         | 38è                       |
| 85                        | James Shaw (GBR)                         | 39è                       |
| 86                        | Georg Steinhauser (GER)                  | NP-6                      |
| 87                        | Marijn van den Berg (NED)                | 88è                       |

| Groupama-FDJ GFC | Groupama-FDJ GFC        | Groupama-FDJ GFC |
| ---------------- | ----------------------- | ---------------- |
| Núm              | Ciclista                | Pos              |
| 91               | Lenny Martinez (FRA)    | 32è              |
| 92               | Sven Erik Bystrøm (NOR) | 97è              |
| 93               | Stefan Küng (SUI)       | 63è              |
| 94               | Fabian Lienhard (SUI)   | 131è             |
| 95               | Rudy Molard (FRA)       | 34è              |
| 96               | Reuben Thompson (NZL)   | 62è              |
| 97               | Samuel Watson (GBR)     | 120è             |

| Ineos Grenadiers IGD | Ineos Grenadiers IGD               | Ineos Grenadiers IGD |
| -------------------- | ---------------------------------- | -------------------- |
| Núm                  | Ciclista                           | Pos                  |
| 101                  | Egan Bernal Gómez (COL)            | 4t                   |
| 102                  | Ethan Hayter (GBR)                 | 50è                  |
| 103                  | Kim Heiduk (GER)                   | 101è                 |
| 104                  | Thomas Pidcock (GBR)               | 6è                   |
| 105                  | Salvatore Puccio (ITA)             | 116è                 |
| 106                  | Brandon Rivera (COL)               | 22è                  |
| 107                  | Óscar Rodríguez Garaicoechea (ESP) | 69è                  |

| Intermarché-Wanty IWA | Intermarché-Wanty IWA       | Intermarché-Wanty IWA |
| --------------------- | --------------------------- | --------------------- |
| Núm                   | Ciclista                    | Pos                   |
| 111                   | Lilian Calmejane (FRA)      | DNF-5                 |
| 112                   | Francesco Busatto (ITA)     | 79è                   |
| 113                   | Kevin Colleoni (ITA)        | NP-2                  |
| 114                   | Gerben Kuypers (BEL)        |                       |
| 115                   | Arne Marit (BEL)            | 133è                  |
| 116                   | Simone Petilli (ITA)        | 123è                  |
| 117                   | Rein Taaramäe (EST) (crono) | 43è                   |

| Movistar Team MOV | Movistar Team MOV          | Movistar Team MOV |
| ----------------- | -------------------------- | ----------------- |
| Núm               | Ciclista                   | Pos               |
| 121               | Enric Mas Nicolau (ESP)    | 7è                |
| 122               | Jorge Arcas (ESP)          | 70è               |
| 123               | Johan Jacobs (SUI)         | 104è              |
| 124               | Nélson Oliveira (POR)      | 51è               |
| 125               | Nairo Quintana Rojas (COL) | NP-3              |
| 126               | Einer Rubio (COL)          | 24è               |
| 127               | Pelayo Sánchez Mayo (ESP)  | 11è               |

| Soudal Quick-Step SOQ | Soudal Quick-Step SOQ | Soudal Quick-Step SOQ |
| --------------------- | --------------------- | --------------------- |
| Núm                   | Ciclista              | Pos                   |
| 131                   | Junior Lecerf (BEL)   | 21è                   |
| 132                   | Ayco Bastiaens (BEL)  | 124è                  |
| 133                   | Gil Gelders (BEL)     | 91è                   |
| 134                   | Yves Lampaert (BEL)   | 106è                  |
| 135                   | Fausto Masnada (ITA)  | NP-2                  |
| 136                   | Louis Vervaeke (BEL)  | 40è                   |
| 137                   | Jordi Warlop (BEL)    | DNF-5                 |

| Team dsm-firmenich PostNL DFP | Team dsm-firmenich PostNL DFP | Team dsm-firmenich PostNL DFP |
| ----------------------------- | ----------------------------- | ----------------------------- |
| Núm                           | Ciclista                      | Pos                           |
| 141                           | Oscar Onley (GBR)             | 8è                            |
| 142                           | Tobias Lund Andresen (DEN)    | 127è                          |
| 143                           | Pavel Bittner (CZE)           | 118è                          |
| 144                           | Sean Flynn (GBR)              | 119è                          |
| 145                           | Chris Hamilton (AUS)          | 61è                           |
| 146                           | Gijs Leemreize (NED)          | 44è                           |
| 147                           | Frank van den Broek (NED)     | 29è                           |

| Team Jayco AlUla JAY | Team Jayco AlUla JAY        | Team Jayco AlUla JAY |
| -------------------- | --------------------------- | -------------------- |
| Núm                  | Ciclista                    | Pos                  |
| 151                  | Mauro Schmid (SUI)          | 60è                  |
| 152                  | Welay Berehe (ETH)          | 80è                  |
| 153                  | Lawson Craddock (USA)       | DNF-5                |
| 154                  | Felix Engelhardt (GER)      | 95è                  |
| 155                  | Anders Foldager (DEN)       | 57è                  |
| 156                  | Amund Grøndahl Jansen (NOR) | 135è                 |
| 157                  | Michael Matthews (AUS)      | 72è                  |

| Team Visma \| Lease a Bike TVL | Team Visma \| Lease a Bike TVL     | Team Visma \| Lease a Bike TVL |
| ------------------------------ | ---------------------------------- | ------------------------------ |
| Núm                            | Ciclista                           | Pos                            |
| 161                            | Ben Tulett (GBR)                   | 23è                            |
| 162                            | Robert Gesink (NED)                | 67è                            |
| 163                            | Wilco Kelderman (NED)              | 9è                             |
| 164                            | Johannes Staune-Mittet (NOR)       | 26è                            |
| 165                            | Cian Uijtdebroeks (BEL)            | 35è                            |
| 166                            | Milan Vader (NED)                  | 47è                            |
| 167                            | Attila Valter (HUN) (ruta i crono) | 27è                            |

| UAE Team Emirates UAD | UAE Team Emirates UAD      | UAE Team Emirates UAD |
| --------------------- | -------------------------- | --------------------- |
| Núm                   | Ciclista                   | Pos                   |
| 171                   | Adam Yates (GBR)           | 1r                    |
| 172                   | Filippo Baroncini (ITA)    | 85è                   |
| 173                   | Jan Christen (SUI)         | 30è                   |
| 174                   | Isaac del Toro (MEX)       | 13è                   |
| 175                   | Finn Fisher-Black (NZL)    | 73è                   |
| 176                   | João Almeida (POR) (crono) | 2n                    |
| 177                   | Marc Hirschi (SUI) (ruta)  | 90è                   |

| Israel-Premier Tech IPT | Israel-Premier Tech IPT   | Israel-Premier Tech IPT |
| ----------------------- | ------------------------- | ----------------------- |
| Núm                     | Ciclista                  | Pos                     |
| 181                     | Pascal Ackermann (GER)    | 121è                    |
| 182                     | George Bennett (NZL)      | 17è                     |
| 183                     | Marco Frigo (ITA)         | 66è                     |
| 184                     | Matthew Riccitello (USA)  | 5è                      |
| 185                     | Michael Schwarzmann (GER) | 136è                    |
| 186                     | Jake Stewart (GBR)        | DNF-7                   |
| 187                     | Stephen Williams (GBR)    | 81è                     |

| Lotto Dstny LTD | Lotto Dstny LTD        | Lotto Dstny LTD |
| --------------- | ---------------------- | --------------- |
| Núm             | Ciclista               | Pos             |
| 191             | Arnaud De Lie (BEL)    | 109è            |
| 192             | Cedric Beullens (BEL)  | 98è             |
| 193             | Jarrad Drizners (AUS)  | 113è            |
| 194             | Pascal Eenkhoorn (NED) | NP-6            |
| 195             | Jacopo Guarnieri (ITA) | NP-5            |
| 196             | Sylvain Moniquet (BEL) | 48è             |
| 197             | Maxim Van Gils (BEL)   | 28è             |

| Q36.5 Pro Cycling Team Q36 | Q36.5 Pro Cycling Team Q36       | Q36.5 Pro Cycling Team Q36 |
| -------------------------- | -------------------------------- | -------------------------- |
| Núm                        | Ciclista                         | Pos                        |
| 201                        | Matteo Badilatti (SUI)           | 15è                        |
| 202                        | Xabier Mikel Azparren (ESP)      | 105è                       |
| 203                        | Gianluca Brambilla (ITA)         | 64è                        |
| 204                        | Walter Calzoni (ITA)             | 82è                        |
| 205                        | David de la Cruz Melgarejo (ESP) | 14è                        |
| 206                        | Damien Howson (AUS)              | 49è                        |
| 207                        | Kamil Małecki (POL)              | 92è                        |

| Team Corratec-Vini Fantini COR | Team Corratec-Vini Fantini COR | Team Corratec-Vini Fantini COR |
| ------------------------------ | ------------------------------ | ------------------------------ |
| Núm                            | Ciclista                       | Pos                            |
| 211                            | Alexandre Balmer (SUI)         | 75è                            |
| 212                            | Matteo Amella (ITA)            | 142è                           |
| 213                            | Valentin Darbellay (SUI)       | 103è                           |
| 214                            | Antoine Debons (SUI)           | 117è                           |
| 215                            | Roberto González (PAN)         | 108è                           |
| 216                            | Marco Murgano (ITA)            | 141è                           |
| 217                            | Jan Stöckli (SUI)              | 128è                           |

| Tudor Pro Cycling Team TUD | Tudor Pro Cycling Team TUD  | Tudor Pro Cycling Team TUD |
| -------------------------- | --------------------------- | -------------------------- |
| Núm                        | Ciclista                    | Pos                        |
| 221                        | Yannis Voisard (SUI)        | NP-7                       |
| 222                        | Marco Brenner (GER)         | 19è                        |
| 223                        | Marius Mayrhofer (GER)      | 76è                        |
| 224                        | Sébastien Reichenbach (SUI) | NP-6                       |
| 225                        | Roland Thalmann (SUI)       | 56è                        |
| 226                        | Hannes Wilksch (GER)        | 77è                        |
| 227                        | Luc Wirtgen (LUX)           | 99è                        |

| Suïssa SUI | Suïssa SUI        | Suïssa SUI |
| ---------- | ----------------- | ---------- |
| Núm        | Ciclista          | Pos        |
| 231        | Antoine Aebi      | DNF-4      |
| 232        | Elia Blum         | 144è       |
| 233        | Christoph Janssen | 143è       |
| 234        | Luca Jenni        | 125è       |
| 235        | Fabio Püntener    | 83è        |
| 236        | Jan Sommer        | 126è       |
| 237        | Félix Stehli      | 139è       |